# Åbervattnet
Åbervattnet är en sjö i Krokoms kommun i Jämtland och ingår i Indalsälvens huvudavrinningsområde. Sjön har en area på 2,02 kvadratkilometer och ligger 758 meter över havet. Sjön avvattnas av vattendraget Stensjöån. Vid provfiske har röding och öring fångats i sjön.

## Delavrinningsområde
Åbervattnet ingår i det delavrinningsområde (709864-138880) som SMHI kallar för Utloppet av Åbervattnet. Medelhöjden är 858 meter över havet och ytan är 11,63 kvadratkilometer. Räknas de 10 avrinningsområdena uppströms in blir den ackumulerade arean 40,16 kvadratkilometer. Stensjöån som avvattnar avrinningsområdet har biflödesordning 4, vilket innebär att vattnet flödar genom totalt 4 vattendrag innan det når havet efter 329 kilometer. Avrinningsområdet består mestadels av kalfjäll (83 procent). Avrinningsområdet har 2,01 kvadratkilometer vattenytor vilket ger det en sjöprocent på 17,3 procent.